# Акты Московского государства 1558 года
Царствование: 1533—1584 — Иван IV Васильевич Грозный

## Акты Московского государства 1558 года
- 6 февраля — грамоты митрополита Макария новгородскому архиепископу Пимену с разрешением двух случаев:

1. О священно-иноке Юрьева монастыря Аврамии, служившему божественную литургию без епитрахили;
2. О священнике неокончившему литургию по причине случившегося с ним припадка.

- 18 апреля — царская грамота в Соль Вычегодскую о дозволении Строганову Григорию Аникеевичу сварить тридцать пудов селитры, для построенного им в Перми городка.